# فومینسکایا (شهرستان کونوشسکی، استان آرخانگلسک)
فومینسکایا (به لاتین: Fominskaya) یک منطقهٔ مسکونی در روسیه است که در استان آرخانگلسک واقع شده‌است.